# Finlands krigsvetenskapliga samfund
Finlands krigsvetenskapliga samfund (finska: Suomen sotatieteellinen seura) är ett finländskt krigsvetenskapligt samfund. 
Finlands krigsvetenskapliga samfund, som har sitt säte i Helsingfors, grundad 1927. Samfundets medlemmar (drygt 1 100 år 2003), till stor del är forskningsidkande generalstabsofficerare, främjar och stödjer krigsvetenskaplig forskning samt följer dess utveckling. Verksamheten är organiserad på sju olika sektioner (bland annat för krigshistoria), som bland annat ordnar föreläsningar för medlemskåren. Till medlemmar kan även kallas forskare från andra discipliner. Samfundet utger tidskriften Tiede ja ase (grundad 1933), och är ansluten till Vetenskapliga samfundens delegation.